# Bergbeemdgras
Bergbeemdgras (Poa chaixii) is een overblijvende plant, die behoort tot de grassenfamilie (Poaceae). Het zaad van bergbeemdgras is vaak meegekomen met ingevoerd graszaad. Bergbeemdgras komt van nature voor in Midden-Europa. De plant komt in Nederland door uitzaai vooral voor in Zuid-Limburg en de Veluwezoom.
De plant wordt 0,4 tot 1,2 m hoog en heeft 5-10 mm brede, waaierachtig uitstaande bladeren, die aan de top een kapje hebben. Soms worden korte uitlopers gevormd. De zeer brede bladschede is sterk samengedrukt en scherp gekield. Het tongetje is tot 1,5 mm lang.
Bergbeemdgras bloeit van mei tot juli met rechtopstaande of iets gebogen, ongeveer 15 cm lange pluimen. De zijtakken van de pluim zijn ruw. De aartjes zijn drie- tot zesbloemig. Het onderste kelkkafje is 3,3 mm en het bovenste 4 mm lang. De kroonkafjes zijn ongeveer 4,5 mm lang. Bij het onderste kroonkafje ontbreken de wolharen. De uitgedroogde onderste kroonkafjes hebben uitspringende nerven. De vuilviolette helmhokjes zijn 2,5 mm lang.
De vrucht is een graanvrucht.

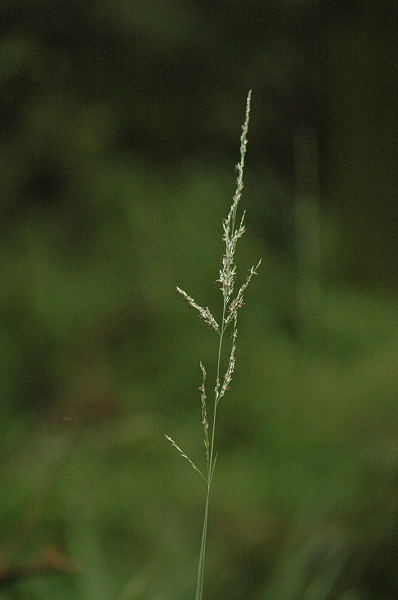
Pluim

De plant komt vooral voor in loofbossen bij buitenplaatsen.